# マラピ山

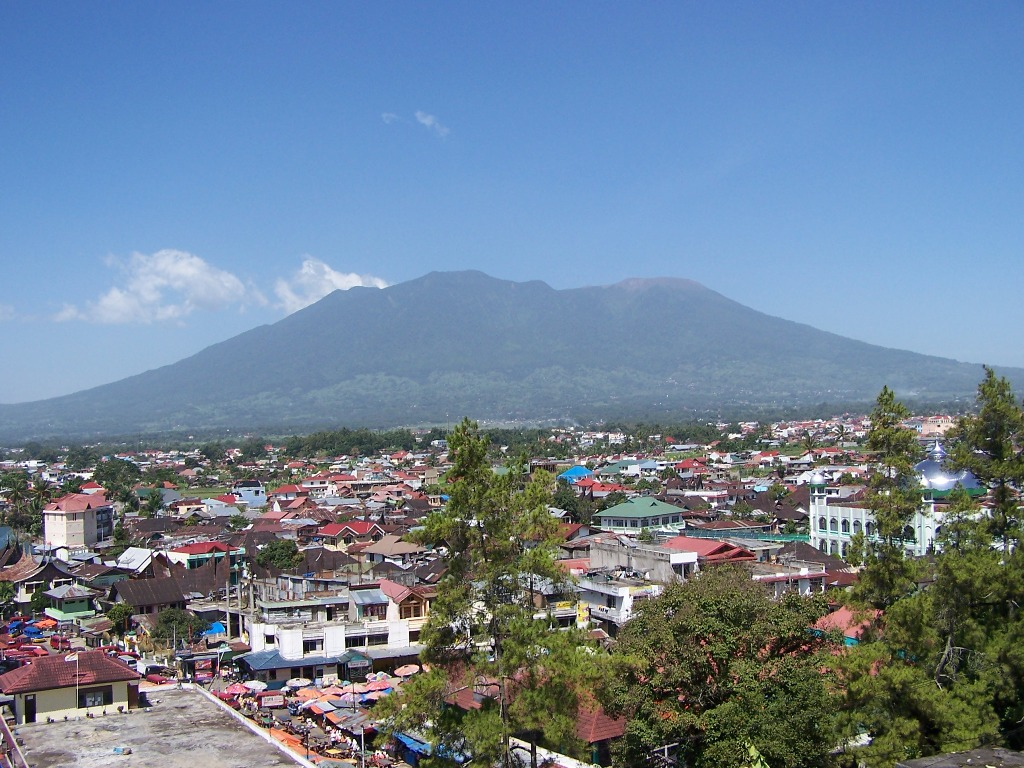
ブキティンギから見たマラピ山

マラピ山（マラピさん、インドネシア語: Gunung Marapi、ミナンカバウ語: ماراڤي）は、インドネシアの西スマトラ州にある複式火山である。 名前は火の山を意味し、スマトラ島で最も活発な火山である。標高は2885メートル。火山はタナ・ダタール県とアガム県にまたがり、周辺にはブキティンギ、パダン・パンジャン、バトゥサンカルなど多くの市や町がある。
伝説によると、この山はミナンカバウ人が最初に定住した場所であり、彼らの船は卵ほどの大きさで水に囲まれていたこの山に上陸した。この地域には、山の方向を向いた直立した埋葬石が多数あり、その文化的重要性を示している 。

## 噴火記録
- 1830年9月8日、マラピ山が火口上空1,500メートルの厚さで黒っぽい灰色のカリフラワー状の雲を出し、ゴロゴロという音を伴っていたと報告された[4]。
- 1979年4月30日の報道によると、マラピ山の噴火によって60人が死亡し、19人の救助隊員が地滑りに巻き込まれた。噴火はまた、岩石や泥を噴出し、少なくとも5つの地元の住宅地に被害をもたらしたと言われている[4]。
- 2011年末から2014年初めにかけて、マラピ山は火山灰と黒い雲を噴出する噴火によって活動の活発化を示した。2011年末、火山灰は風によって数百キロメートル離れたパダン・パリアマン県まで運ばれた。
- 2014年2月26日、午後4時15分にマラピ山が噴火し、砂、テフラ、火山灰をタナ・ダタールとアガム地区に放出した。山の状態は警報（レベル2）に設定され、火口の中心から半径3kmの範囲から立ち退く必要があった。この噴火では避難は行われなかった。
- 2023年1月7日午前6時11分噴火。マラピ山が噴火したとき、まだキャンプを続けていた登山者が多数いたことが知られていた。マラピ山は127回噴火し、住民は近づかないよう要請された。
- 2023年12月3日夕方、大規模な噴火が起き、噴煙が高度約1万5000メートルに達した[5]。噴火時には75人が登山中で、内24人が死亡[6]、12人が負傷した[7]。